# Sigrid Horne-Rasmussen
Sigrid Horne Eisenhardt f. Rasmussen (født 22. september 1915 i Hellerup, død 24. april 1982 på Frederiksberg) var en dansk skuespillerinde.
Husholdningsuddannet og medvirkende i Studenterrevyen. Uddannet fra Det kongelige Teaters elevskole 1934-1936 og skuespillerinde ved teatret 1937-1938. Engageret til Det ny Teater 1938-1944.
Gennembrud i Hornbæk Revyen 1942 med visen "Kammerat med Solen" (som pegede på lyspunkter i besættelsens mørke år). Indspillede en lang række film og var kendt som "Sitter".
Var gift med skuespilleren Dirch Passer fra 1950 til 1959, med hvem hun fik datteren Dorte. Hun var senere gift med skuespilleren Tony Rodian.

## Filmografi
- Sol over Danmark – 1936
- Bolettes brudefærd – 1938
- I dag begynder livet – 1939
- Skilsmissens børn – 1939
- Komtessen på Stenholt – 1939
- En lille tilfældighed – 1939
- En ganske almindelig pige – 1940
- En mand af betydning – 1941
- Alle går rundt og forelsker sig – 1941
- Tag til Rønneby Kro – 1941
- Afsporet – 1942
- Op med humøret – 1943
- Det brændende spørgsmål – 1943
- Som du vil ha' mig – 1943
- Lev livet let – 1944
- Elly Petersen – 1944
- Bedstemor går amok – 1944
- Teatertosset – 1944
- Man elsker kun een gang – 1945
- Stjerneskud – 1947
- De pokkers unger – 1947
- Røverne fra Rold – 1947
- Nålen – 1951
- Dirch passer hund – 1952
- Vores lille by – 1954
- På tro og love – 1955
- Det var på Rundetårn – 1955
- Altid ballade – 1955
- Ung leg – 1956
- Den kloge mand (1956) – 1956
- Hvad vil De ha'? – 1956
- Ingen tid til kærtegn – 1957
- Sønnen fra Amerika – 1957
- Det lille hotel – 1958
- Krudt og klunker – 1958
- Pigen og vandpytten – 1958
- Soldaterkammerater – 1958
- Ung kærlighed – 1958
- Ballade på Bullerborg – 1959
- Soldaterkammerater på efterårsmanøvre – 1961
- To skøre ho'der – 1961
- Ullabella – 1961
- Pigen og pressefotografen – 1963
- Majorens oppasser – 1964
- Een pige og 39 sømænd – 1965
- Flådens friske fyre – 1965
- Jensen længe leve – 1965
- Passer passer piger – 1965
- Pigen og millionæren – 1965
- En ven i bolignøden – 1965
- Jeg - en elsker – 1966
- Pigen og greven – 1966
- Sult (film) – 1966
- Far laver sovsen – 1967
- Nyhavns glade gutter – 1967
- Jeg - en kvinde 2 – 1968
- Min søsters børn vælter byen – 1968
- Ta' lidt solskin – 1969
- Damernes ven – 1969
- Min søsters børn når de er værst – 1971
- Tandlæge på sengekanten – 1971
- Takt og tone i himmelsengen – 1972
- I Jomfruens tegn – 1973
- På'en igen Amalie – 1973
- Syg og munter - 1974
- I Tyrens tegn – 1974
- I Løvens tegn – 1976